# العلاقات البرتغالية الطاجيكستانية
العلاقات البرتغالية الطاجيكستانية هي العلاقات الثنائية التي تجمع بين البرتغال وطاجيكستان.

## مقارنة بين البلدين
هذه مقارنة عامة ومرجعية للدولتين:
| وجه المقارنة                                              | البرتغال                                                  | طاجيكستان                          |
| --------------------------------------------------------- | --------------------------------------------------------- | ---------------------------------- |
| المساحة (كم2)                                             | 92.21 ألف                                                 | 143.10 ألف                         |
| عدد السكان (نسمة)                                         | 10.60 مليون                                               | 8.92 مليون                         |
| الكثافة السكانية (ن./كم²)                                 | 114.95                                                    | 62.33                              |
| العاصمة                                                   | لشبونة                                                    | دوشنبه                             |
| اللغة الرسمية                                             | اللغة البرتغالية، اللغة الميراندية                        | اللغة الطاجيكية                    |
| العملة                                                    | يورو، اسكودو برتغالي                                      | ساماني طاجيكي، الروبل الطاجيكستاني |
| الناتج المحلي الإجمالي (بليون دولار)                      | 217.57 مليار                                              | 7.15 مليار                         |
| الناتج المحلي الإجمالي (تعادل القوة الشرائية) بليون دولار | 307.82 مليار                                              | 24.03 مليار                        |
| الناتج المحلي الإجمالي الاسمي للفرد دولار أمريكي          | 19.22 ألف                                                 | 925                                |
| الناتج المحلي الإجمالي للفرد دولار أمريكي                 | 28.76 ألف                                                 | 2.69 ألف                           |
| مؤشر التنمية البشرية                                      | 0.830                                                     | 0.624                              |
| رمز المكالمات الدولي                                      | +351                                                      | +992                               |
| رمز الإنترنت                                              | .pt                                                       | .tj                                |
| المنطقة الزمنية                                           | توقيت غرب أوروبا، توقيت غرب أوروبا الصيفي، أوروبا/لشبونة ‏ | ت ع م+05:00                        |

## منظمات دولية مشتركة
يشترك البلدان في عضوية مجموعة من المنظمات الدولية، منها:
| علم المنظمة | اسم المنظمة                        | تاريخ انضمام البرتغال | تاريخ انضمام طاجيكستان |
| ----------- | ---------------------------------- | --------------------- | ---------------------- |
|             | مؤسسة التنمية الدولية              | 29 ديسمبر 1992        | 4 يونيو 1993           |
|             | منظمة الأمن والتعاون في أوروبا     | 25 يونيو 1973         | 30 يناير 1992          |
|             | مؤسسة التمويل الدولية              | 8 يوليو 1966          | 2 ديسمبر 1994          |
|             | منظمة حظر الأسلحة الكيميائية       | ?                     | ?                      |
|             | الأمم المتحدة                      | 14 ديسمبر 1955        | 2 مارس 1992            |
|             | الاتحاد الدولي للاتصالات           | 1866                  | 28 أبريل 1994          |
|             | منظمة الشرطة الجنائية الدولية      | ?                     | ?                      |
|             | البنك الدولي للإنشاء والتعمير      | 29 مارس 1961          | 4 يونيو 1993           |
|             | الاتحاد البريدي العالمي            | ?                     | ?                      |
|             | وكالة ضمان الاستثمار متعدد الأطراف | 6 يونيو 1988          | 9 ديسمبر 2002          |
|             | بنك التنمية الآسيوي                | 2002                  | 1998                   |
|             | يونسكو                             | 11 مارس 1965          | 6 أبريل 1993           |
|             | الفريق المعني برصد الأرض           | ?                     | ?                      |

## وصلات خارجية
- موقع وزارة الخارجية البرتغالية